# Dublin Bus
Dublin Bus of Bus Átha Cliath is een zusterbedrijf van Bus Éireann: beide zijn onderdeel van het staatsbedrijf Córas Iompair Éireann (CIÉ).
Dublin Bus is het stadsbusvervoerbedrijf voor county Dublin of groot Dublin. Ook verzorgt Dublin Bus een aantal toeristische lijnen: het exploiteert een van de toeristische stadsrondritten (met de groene bussen), de ghost tour met een geblindeerde bus langs enkele attracties en een tweetal dag-uitstapjes langs de kust.
De belangrijkste activiteit van Dublin Bus is het verzorgen van openbaar busvervoer in Dublin.

## Achtergrond
Dublin Bus is opgericht in 1987 als onderdeel van CIE - welke op haar beurt volledig in handen is van de overheid. Dublin Bus exploiteert een 172-tal buslijnen in Dublin en daarnaast nog eens 24 nachtlijnen.
Dublin Bus is verantwoordelijk voor 70% van het forensenverkeer per openbaar vervoer in de spits en vervoert op werkdagen ongeveer een half miljoen passagiers of 150 miljoen per jaar.
Dublin Bus biedt werk aan ruim 3700 fulltime medewerkers en heeft een vloot van meer dan 1180 bussen.
Sinds de opening van de Luas tramlijnen van het centrum naar Tallaght en Sandyford (uitgebreid naar Cherrywood en Brides Glenn) heeft Dublin Bus ongeveer 30% van haar passagiers verloren, en het is de verwachting dat ze nog meer marktaandeel verloren heeft na de uitbreiding van de Redline naar Saggart en The Point. Ook de komst van de DART en de geplande metro naar het vliegveld zullen een passagiersverlies betekenen.

## Tarieven
De ritprijzen van Dublin Bus zijn gebaseerd op het aantal stages dat je met de bus rijdt. In de bus kun je alleen enkele ritten kopen voor die lijn: je kunt geen kaartje kopen voor een eindbestemming met een overstap: je zult dan twee (of meer) kaartjes moeten kopen. Voor regelmatige gebruikers van de bus (en zeker als je te maken hebt met een overstap) zijn er verschillende soorten abonnementen: meerdaagse abonnementen waarbij je onbeperkt gebruik kunt maken van alle bussen van Dublin Bus op een x-aantal dagen welke niet aaneengesloten hoeven te zijn, weekkaarten voor 5 of 7 aaneengesloten dagen, maandabonnementen en jaarabonnementen.
Voor kinderen en studenten zijn abonnementen en enkele reizen met korting verkrijgbaar en via de sociale dienst kunnen bepaalde groepen bejaarden en andere mensen met een laag inkomen een kaart krijgen waarmee ze zonder betaling van de bus gebruik kunnen maken.

## Materieel

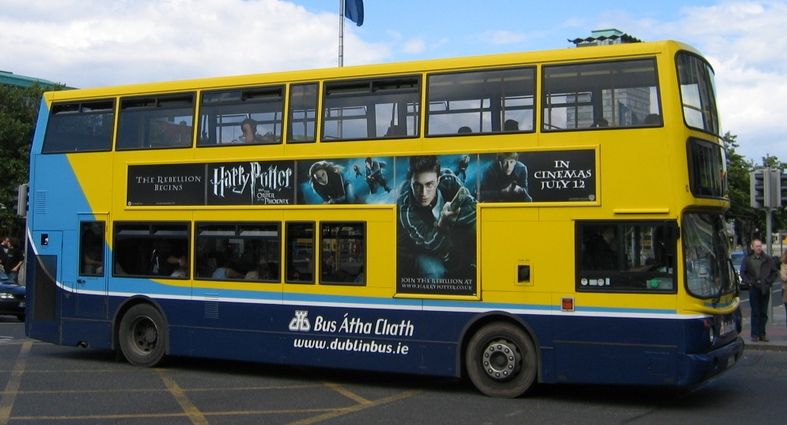
De Dublin Bus Volvo B7TL/Alexander ALX400, in de huiskleuren van Dublin Bus

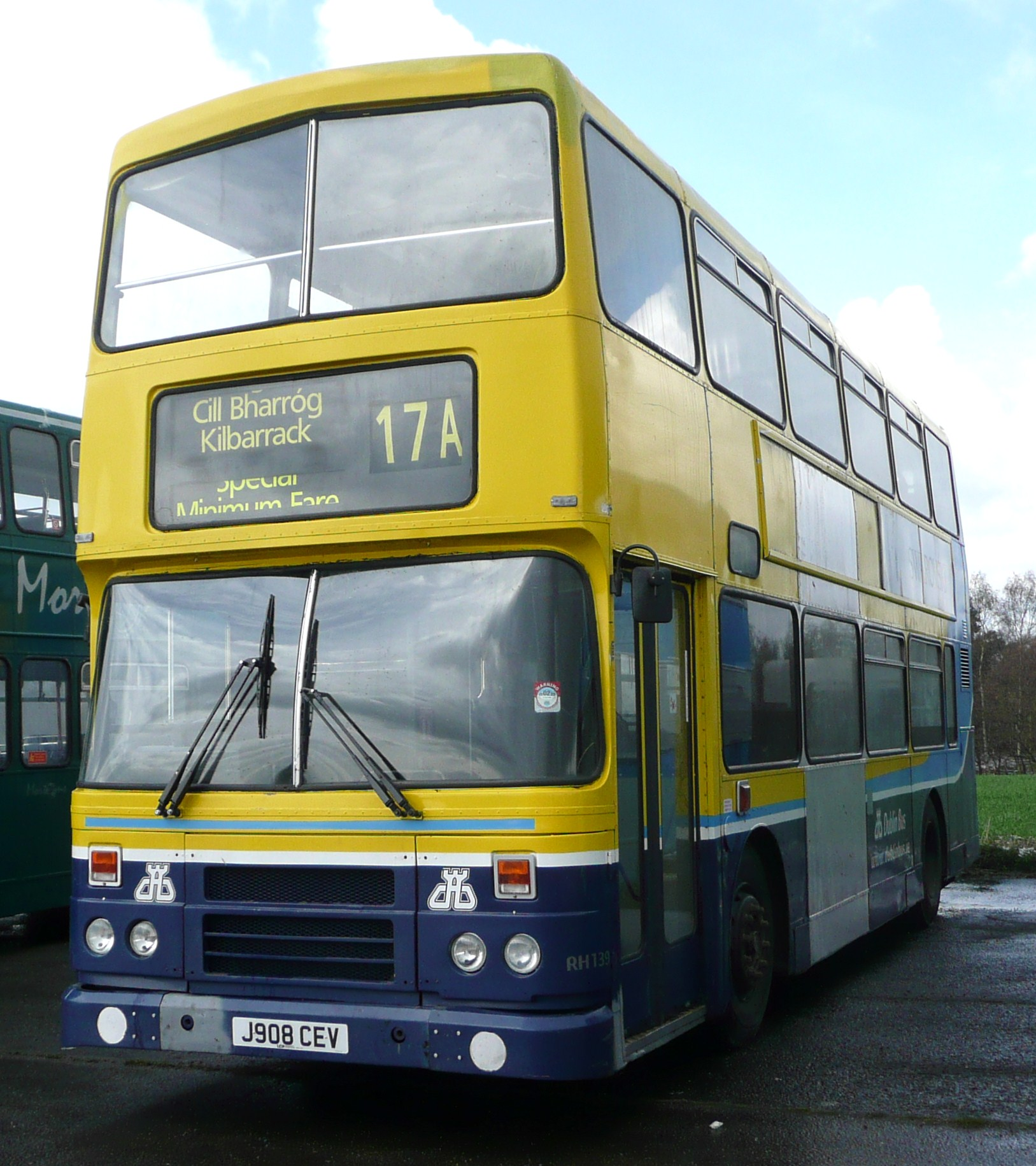
Het verouderde "RH" type Olympian

Materieel per augustus 2014:
| Modelnaam | Koetswerk                  | Chassis          | Geïntroduceerd | Aantal |
| --------- | -------------------------- | ---------------- | -------------- | ------ |
| "AV"      | Alexander ALX400           | Volvo B7TL       | 2000–2005      | 336    |
| "AX"      | Alexander ALX400           | Volvo B7TL       | 2006           | 200    |
| "DT"      | Alexander ALX400           | Dennis Trident 2 | 2003           | 10     |
| "EV"      | Alexander Dennis Enviro400 | Volvo B9TL       | 2007–2008      | 100    |
| "GT"      | Wright Eclipse Gemini      | Volvo B9TL       | 2012–2013      | 160    |
| "VG"      | Wright Eclipse Gemini      | Volvo B9TL       | 2008–2009      | 50     |
| "VT"      | Alexander Dennis Enviro500 | Volvo B9TL       | 2005, 2007     | 70     |